# Gieorgij Wicyn
Gieorgij Michajłowicz Wicyn (ros. Гео́ргий Миха́йлович Ви́цин, ur. 23 kwietnia 1917 roku w Terijoki, zm. 22 października 2001 w Moskwie) – radziecki i rosyjski aktor teatralny, filmowy oraz głosowy.

## Życiorys
W latach 1934–1935 studiował w szkole teatralnej im. Wachtangowa w Moskwie. Na scenie zadebiutował w 1936 jako aktor teatru kierowanego przez N. Chmielowa. Od 1937 występował w Moskiewskim Teatrze Dramatycznym im. M. Jermołowej.
Na wielkim ekranie zadebiutował w 1945, w komedii Siergieja Jutkiewicza Witaj Moskwo. W dorobku Wicyna znajduje się blisko 90 ról filmowych. W 1990 został uhonorowany tytułem Ludowy Artysta ZSRR.
W ostatnich latach swojego życia rzadko opuszczał swoje moskiewskie mieszkanie i unikał kontaktów z dziennikarzami. Zmarł w szpitalu w wyniku problemów kardiologicznych. Pochowany na Cmentarzu Wagańkowskim w Moskwie.

## Filmografia

### Filmy fabularne
- 1945: Witaj Moskwo jako kolejarz
- 1952: Kompozytor Glinka jako Nikołaj Gogol
- 1954: Zastępca jako Wasia Wieznuszkin
- 1955: Meksykanin jako Bill
- 1957: Don Kichot
- 1958: Narzeczony z tamtego świata jako Fikusow
- 1958: Dziewczyna z gitarą jako klient sklepu
- 1961: Pies Barbos i niezwykły cross jako Trus
- 1961: Bimbrownicy jako Trus
- 1963: Ludzie interesu jako Sem
- 1964: Wesele Balzaminowa jako Balzaminow
- 1964: Nieśmiały w akcji (Zajchik) jako asystent reżysera
- 1966: Opowieść jak z bajki
- 1967: Kaukaska branka, czyli nowe przygody Szurika jako Trus
- 1968: Siedmiu staruszków i jedna dziewczyna jako Trus
- 1971: Dwanaście krzeseł jako Miecznikow
- 1971: Hełm Aleksandra Macedońskiego (Dżentlmeny udaczi) jako Gawriła Szeremetiew
- 1973: Notoryczny kłamca (Nieisprawimyj lgun) jako Tiutiurin
- 1974: Auto, skrzypce i pies Kleks jako muzyk grający na banjo i gitarze
- 1975: Finist – dzielny sokół jako Agafon
- 1976: Błękitny ptak jako Cukier
- 1976: Dwanaście krzeseł jako Bezenczuk
- 1980: Po zapałki jako Tahvo Kenonen
- 1981: Ręce do góry jako agent
- 1985: Uwaga, niebezpieczeństwo! jako Czokopow
- 1986: Podróże pana Kleksa jako król Apolinary Baj (głos – Mieczysław Czechowicz)
- 1994: Kilka miłosnych opowieści jako Fornary

### Filmy animowane
- 1947: Konik Garbusek jako koniuszy
- 1951: Na wysokiej górze jako Wróbel Ćwir
- 1953: Magiczne zabawki
- 1954: Opowieść o polnych kurkach jako kogut Podkowkin
- 1954: Wszystkie drogi prowadzą do bajki jako drwal
- 1955: Dzielny zając jako Dzielny zając
- 1955: Cudowna podróż jako Rozenbom
- 1955: Choinka jako Bałwanek
- 1956: Bajka o przebiegłym szakalu i dobrym wielbłądzie jako Szakal
- 1957: W pewnym królestwie
- 1959: Przygody Buratina jako Giuseppe
- 1960: O wozie, co każde koło miał inne jako kogut
- 1962: Dwie bajki jako Zając
- 1967: Bajka o złotym koguciku
- 1967: Hej-hop! Hej-hop!
- 1968: Film, film, film
- 1968: Koziołek liczy do dziesięciu jako Koń
- 1974: Worek jabłek jako Zając
- 1975: Konik Garbusek jako koniuszy / postacie epizodyczne
- 1976: Zając samochwała jako Zając samochwała
- 1977: Zajączek i mucha
- 1978: Dziadek Mróz i szary wilk jako Zając
- 1978: Jak kaczorek grajek został piłkarzem
- 1979: Jak lisica zająca doganiała jako Zając
- 1982–1984: Biuro rzeczy znalezionych
- 1982: Czyste źródło jako kogut; byczek
- 1984: Nie chcę, nie będę